# Agrias maxentia
Agrias maxentia är en fjärilsart som beskrevs av Hans Fruhstorfer 1912. Agrias maxentia ingår i släktet Agrias och familjen praktfjärilar. Inga underarter finns listade i Catalogue of Life.